# ژولین سرانو
ژولین سرانو (فرانسوی: Julien Serrano‎؛ زادهٔ ۱۳ فوریهٔ ۱۹۹۸) بازیکن فوتبال اهل فرانسه است.